# Burtons Spitzkopf-Flossenfuß
Burtons Spitzkopf-Flossenfuß (Lialis burtonis) ist eine beinlose Echse, die mit den gänzlich anders ausschauenden Geckos verwandt ist.

## Merkmale
Burtons Spitzkopf-Flossenfuß hat einen schlangenartigen Körper und wird 60 cm lang, wobei die Weibchen größer als die Männchen werden. Dabei ist der Schwanz länger als Kopf und Rumpf zusammen.  Um die Körpermitte befinden sich 18 bis 22 Schuppen. Die Schuppen an den Seiten sind deutlich breiter als die übrigen. Die Vorderbeine und der Schultergürtel fehlen vollständig, während von den Hinterbeinen nur noch zwei winzige, flossenartige, beschuppte Anhängsel übrig sind. Der Kopf ist dreieckig, spitz. Die Kiefer sind wie bei Schlangen hoch beweglich, so dass Burtons Spitzkopf-Flossenfuß auch sehr große Beute verschlingen kann. Die Zähne des spezialisierten Echsenfressers sind beweglich befestigt, so dass beim Zubiss die Zähne, die auf eine Schuppe treffen, nach hinten umgelegt werden, während die Zähne, die in eine Lücke zwischen zwei Schuppen treffen, in Haut und Fleisch des Opfers eindringen. Versucht die Beute sich loszureißen, können die umgelegten Zähne in einen Schuppenrand einrasten, richten sich auf und halten das Opfer zusätzlich fest. Die Schuppen auf der Schnauzenoberseite sind klein und unregelmäßig angeordnet. Die Ohröffnung steht schräg und ist oval. Wie alle Geckoartigen hat Burtons Spitzkopf-Flossenfuß keine Lider und reinigt seine Augen mit der eingebuchteten Zunge. Die Farbe der Echsen kann alle Brauntöne umfassen, aber auch grau, rotbraun, olivgrün, einschließlich schwarzer und gelblicher Flecken und Streifen.

## Verbreitung und Lebensraum
Er kommt in ganz Australien, mit Ausnahme des äußersten Südwestens und des äußersten Südostens, und auch nicht auf Tasmanien und Kangaroo Island vor. Außerdem ist er auf den Inseln der Torres-Straße und im Südosten Neuguineas zu finden. Sein Lebensraum ist vielfältig und umfasst verschiedenste Biotope, von Wüsten über Grasland bis zu küstennahen feuchten Wäldern. In ausgesprochenen Regenwäldern kommt er nicht vor.

## Lebensweise
Burtons Spitzkopf-Flossenfuß ist sowohl tag- als auch nachtaktiv, vor allem früh morgens und in der Dämmerung. Seine Vorzugstemperatur liegt mit 35 °C sehr hoch. Er frisst Echsen, vor allem Skinke, aber auch Agamen, Geckos und manchmal auch Schlangen. Die Beute wird mit dem Kopf voran verschlungen, wobei – ähnlich wie bei Schlangen – die hoch beweglichen Ober- und Unterkiefer die Nahrung nacheinander in den Schlund ziehen.
Er pflanzt sich ovipar fort. Wie bei den Geckos besteht ein Gelege normalerweise aus zwei Eiern. Manchmal legt der Flossenfuß auch nur ein oder drei Eier. Im Süden des Verbreitungsgebietes liegt die Fortpflanzungszeit im Frühsommer und im Sommer.